# Cadwallader Colden

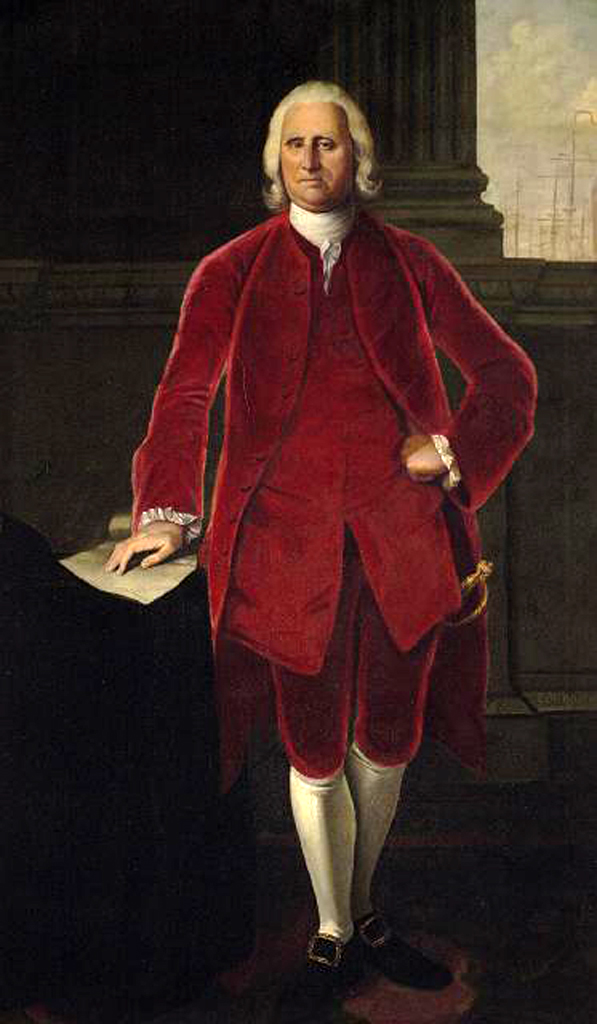
Cadwallader Colden, 1772

Cadwallader Colden (* 7. Februar 1688 in Irland; † 20. September 1776 in New York City) war ein britischer Arzt, Botaniker und Politiker. Zwischen 1760 und 1770 war er drei Mal kommissarischer britischer Gouverneur der Provinz New York.

## Leben und Wirken
Colden war schottischer Abstammung. Auf Wunsch seines Vaters studierte er an der University of Edinburgh bis 1705 Theologie. Anschließend studierte er in London Medizin, Anatomie, Physik, Chemie und Botanik. Im Jahr 1710 wanderte er nach Philadelphia aus, wo er als Arzt praktizierte. Seit 1717 war er in der Provinz New York ansässig, wo er 1720 Leiter der Landvermessung (Surveyor General) wurde. Im selben Jahr wurde er vom Kolonialgouverneur William Burnet in den Regierungsrat (Provincial Council) berufen. Er war Vertreter der Kolonie bei den Irokesen (Iroquois Confederacy). 1727 verfasste er die The History of the Five Indian Nations.
Im Jahr 1739 verließ er vorübergehend New York City und bezog seine Farm Coldengham (Orange County), wo er sich dem Studium von Medizin, Botanik und Physik widmete. Unter anderem befasste er sich mit dem Werk von Isaac Newton, das er in einigen Teilbereichen erweiterte bzw. zu verbessern suchte. Er war auch mit Benjamin Franklin befreundet. Diese Beziehung zerbrach aber über den politischen Ereignissen, die zur Amerikanischen Unabhängigkeit führten.
Zwischen 1760 und 1775 war er mehrfach stellvertretender Kolonialgouverneur der Provinz New York. Nach dem Tod von James De Lancey übte er zwischen 1760 und 1762 erstmals das Amt des kommissarischen Gouverneurs der Kolonie aus. Nachdem der zwischenzeitlich eingesetzte Gouverneur Robert Monckton 1763 nach England zurückgekehrt war, wurde Colden bis 1765 erneut kommissarischer Gouverneur. In dieser Zeit kam es zu ersten Unruhen in der Kolonie im Zusammenhang mit dem sogenannten Stamp Act. Colden, der sein ganzes Leben lang ein loyaler Anhänger der britischen Krone bleiben sollte, widersetze sich den Aufständen. Dadurch wurde er bei den Amerikanern unbeliebt. Unter anderem wurde bei einer Demonstration ein Bild von ihm verbrannt. Nach einigen Angaben wurde er sogar zeitweise vom Stadtrat von New York City inhaftiert, bis er versprach, die verhasste Steuer nicht einzutreiben. Im Jahr 1765 übernahm der neue Gouverneur Henry Moore seine Amtsgeschäfte. Nach dessen Tod im Jahr 1769 übernahm Colden, trotz seines inzwischen hohen Alters, zum dritten Mal das Amt des kommissarischen Gouverneurs, das er bis 1771 ausübte. Von 1774 bis 1775 war er noch einmal stellvertretender Gouverneur. Als er vom Beginn des Amerikanischen Unabhängigkeitskriegs hörte, zog er sich aus der Politik zurück. Als loyaler Brite fürchtete er um sein Leben. Er starb am 20. September 1776.
Colden und seine Frau Alice besaßen Sklaven, die in ihrem Haushalt arbeiten mussten. 1717 verkaufte er eine 33-jährige Frau nach Barbados, da sie anzüglich und mürrisch sei, er sie aber nach den Gebräuchen des Landes nicht entsprechend züchtigen könne. Sie habe zudem einen schlechten Einfluss auf ihre Kinder, die sich ebenfalls in seinem Eigentum befanden.
Seine Tochter Jane Colden war die erste Frau, die in Nordamerika als Botanikerin arbeitete und sein Enkel Cadwallader D. Colden war ein US-amerikanischer Jurist, Offizier und Politiker. Zwischen 1821 und 1823 vertrat er den Bundesstaat New York im US-Repräsentantenhaus. Außerdem war er von 1818 bis 1821 Bürgermeister von New York City.

## Mitgliedschaften
- American Philosophical Society.[5]
- Gründer der Society of the Hospital of the City of New York in America in 1767
- Gründungsmitglied der New York Society Library

## Ehrungen
Carl von Linné benannte ihm zu Ehren die Pflanzengattung Coldenia.

## Schriften (Auswahl)
- History of the Five Indian Nations. London 1727, überarbeitete Neuauflagen 1747 und 1755
- An essay on the Iliac Passion. 1741.
- An essay on Yellow Fever. 1745.
- An Explication of the First Causes of Action in Matter and of the Cause of Gravitation. New York 1745 (Zweite Auflage 1751)
- Plantae Coldenghamiae in provincia Noveboracensi Americes sponte crescentes. In: Acta Societatis Regiae Scientiarum Upsaliensis. Lars Salvius, Stockholm 1749–1751.
  - Band 4, 1749, S. 81–136 (Digitalisat).
  - Band 5, 1751, S. 47–82 (Digitalisat).
- Treatise on Wounds and Fevers. 1765.

## Weiterführende Literatur
- Louis Leonard Gitin: Cadwallader Colden as Scientist and Philosopher. In: New York History. Band 16, Nummer 2, 1936, S. 169–177 (JSTOR:23134862).
- Asa Gray (Hrsg.): Selections from the scientific correspondence of Cadwallader Colden with Gronovius, Linnaeus, Collinson, and other naturalists. B. L. Hamlen, New Haven 1843 (Digitalisat).
- Philip Ranlet: Cadwallader Colden, 1688–1776: A Life between Revolutions. Hamilton Books, 2019, ISBN 978-0-7618-7141-5.